# Admontia debilis
Admontia debilis là một loài ruồi trong họ Tachinidae.